# 基辅省 (波兰)

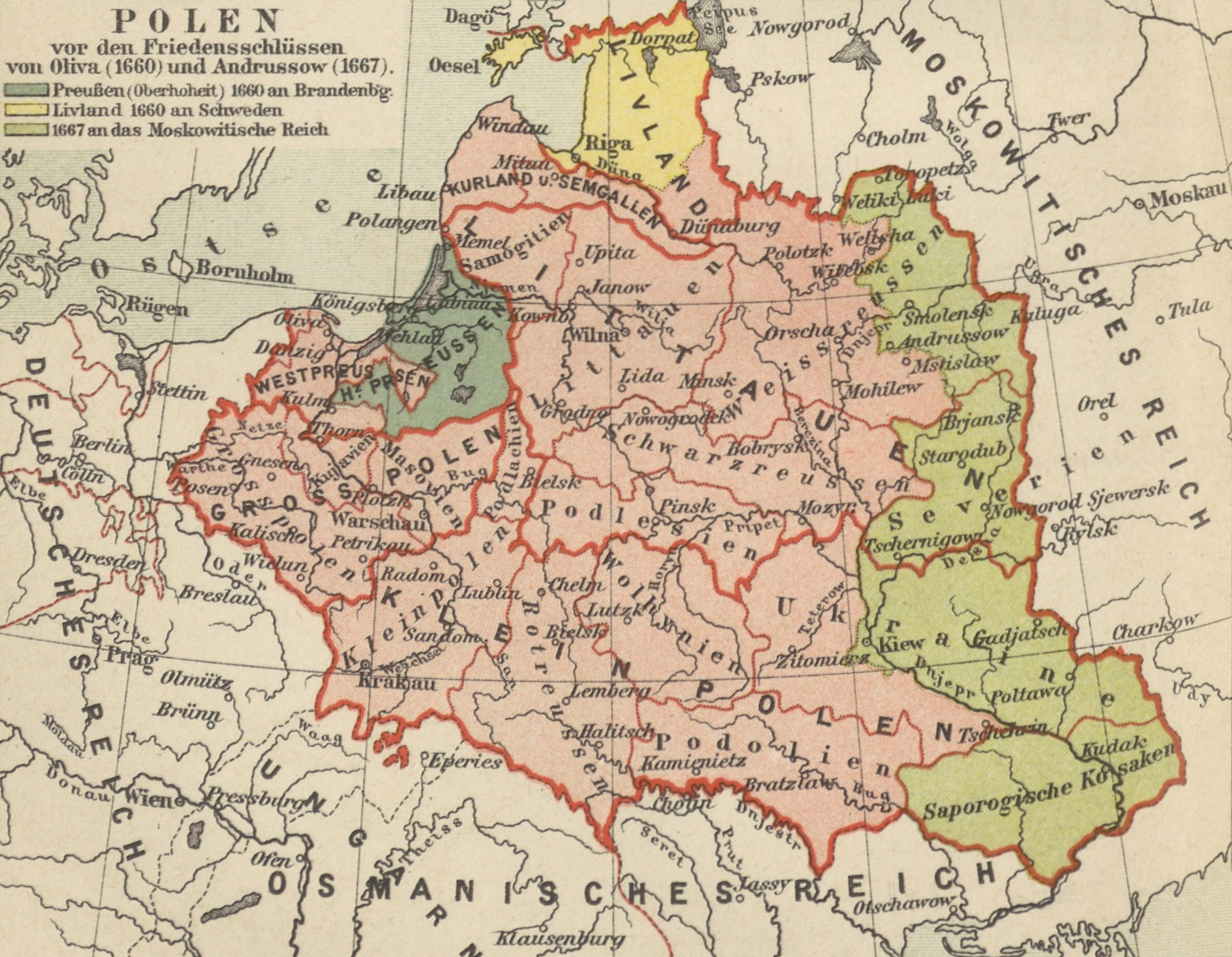
小波兰（Kleinpolen, Małopolska）——1660年前为波兰立陶宛联邦大区。乌克兰在地图上为边疆。乌克兰位于波兰立陶宛联邦东部边疆。

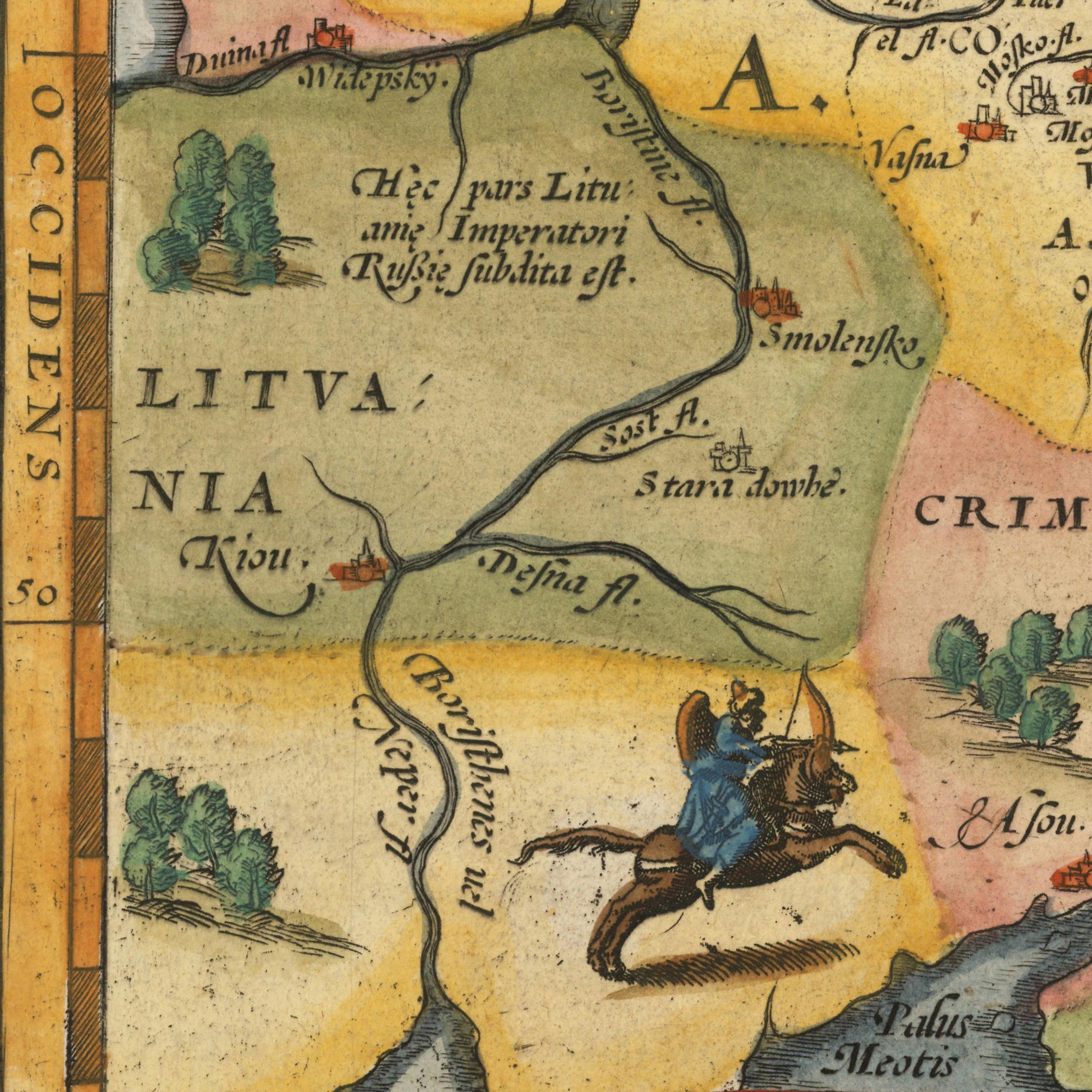
基辅（Kiou），一个俄罗斯，莫斯科和鞑靼人争抢的地区，安东尼·詹金森在1562年绘于伦敦，奥特利乌斯出版

基辅省（烏克蘭語：Київське воєводство）是一个于1471年至1569年属于立陶宛大公国，于1569年至1793年或1795年属于波兰王国小波兰的行政区划和地方政府。为波兰立陶宛联邦最大的省，其中包括第聂伯河哥萨克的土地，也成为扎波里。根据国王卡齐米日四世的命令，用基辅省取代基辅公国，由奥列科维奇公爵统治，继承阿尔格尔达斯。 它的第一个首府为基辅，但当城市于1667年通过安德鲁索沃条约交给俄罗斯帝国时，首府转移到日托米尔，并统治到1793年。今天这个地区属于乌克兰。

## 政府部门所在地

### 省总督（Voivode）所在地
- 波尔蒂齐夫

### 全鲁塞尼亚议会（sejmik generalny）所在地
- 萨多瓦维兹尼亚

### 地区议会（sejmik poselski i deputacki）所在地
- 基辅
- 奧夫魯克
- 日托米尔

## 行政区划
| 行政区划   | 波兰语             | 首府     |
| 基辅县     | Powiat kijowski    | 基辅     |
| 奥夫鲁克县 | Powiat owrócki     | 奧夫魯克 |
| 日托米尔县 | Powiat żytomierski | 日托米尔 |

## 总督
- 马尔提纳斯·高斯塔乌塔斯（1471年－1475年）
- 耶日·拉德兹维夫（1510年－1514年）
- 康斯坦提·奥斯特洛格斯基（1559年－？）
- 托马斯·加莫斯基（1619年－？）
- 亚历山大·加斯沃夫斯基（1628年－1629年）
- 雅努什·蒂什凯维奇·沃霍耶斯基（1630年－1649年）
- 亚当·克兹尔（1649年－1653年）
- 斯坦尼斯瓦夫·“雷维拉”·波托茨基（1655年）
- 扬·索别潘·加莫耶斯基（1658年－？）
- 安德热·波托茨基（1668年－？）
- 耶日·楚别茨基（1673年－？）
- 约瑟夫·波托茨基（1702-？）
- 斯坦尼斯瓦夫·鲁伯米尔茨基（1772年－？）

## 临近省份和地区
- 布拉克沃夫省
- 波多尔省
- 布雷斯特-里托夫斯科省
- 明斯克省
- 切尔尼戈夫省
- 莫斯科大公国
- 克里米亚汗国
- 耶迪桑